# Kraku Lu Jordan
Kraku Lu Jordan (en serbe cyrillique : Краку Лу Јордан ; en roumain : Cracul lui Iordan) est un site archéologique de Serbie. Il est situé à la confluence de la rivière Brodica et du Pek, près de la ville de Kučevo. Il représente le site métallurgique le mieux exploré de l'est de la Serbie ; il a été occupé pendant une centaine d'années, de 280 à 380. Sa datation a été permise par la découverte de pièces de monnaie datant de l'époque de Dioclétien. Ce complexe métallurgique a été détruit par un incendie à la fin du IVe siècle. Les fouilles ont été entreprises en 1971 et ont duré jusqu'en 1987. En raison de son importance, Kraku Lu Jordan a été inscrit sur la liste des sites archéologiques d'importance exceptionnelle de la république de Serbie.

## Emplacement et configuration du site
Kraku Lu Jordan est situé sur la pente méridionale d'une colline où ont été construits les ateliers de traitement des minerais de cuivre et de fer. L'ensemble de l'installation était fortifié à l'est, avec des murs de 2 m de large, tandis qu'au nord, où le terrain est accidenté et difficile d'accès, la muraille est plus étroite. La porte d'accès au site était située dans la partie basse. Au nord du site, les vestiges d'une tour servant pour les besoins de la métallurgie, ont été mis au jour. Les fouilles réalisées par les archéologues Bartel, Kondić et Werner ont également mis en lumière le plan général du site, avec ses fourneaux pour le travail des métaux, ses installations pour la préparation de la braise et les secteurs destinés à la vie quotidienne des métallurgistes et des mineurs. Le site est organisé en six secteurs principaux : le mur nord, le fourneau ouest, la salle sud, le fourneau sud, l'escalier sud et la salle sud.

## Objets mis au jour
Les archéologues ont mis au jour des objets correspondant à la culture matérielle du site, notamment des outils, des lampes de mineurs, des récipients pour la combustion des minerais ou des roues de moulin à eau. Dans les années 1973-1976, un ensemble de céramiques a été retrouvé, dont 37 datent du début de l'Âge du bronze et 6 215 datant de l'Empire romain. Parmi ces poteries d'époque romaine, 95 % étaient de fabrication locale, une était purement romaine, le reste provenant sans doute de la Pannonie voisine. La plupart de ces poteries possèdent un décor très simple ; quelques-unes ont été recouvertes d'une poudre blanche et jaune, ce qui indique qu'elles contenaient certains produits chimiques destinés à la métallurgie. Deux cents artéfacts en métal ont été découverts sur le site, la plupart en fer et à destination utilitaire. Parmi les autres artéfacts exhumés figurent des objets en verre, en pierre ou en os. Bartel, Kondić et Werner, tirant la conclusion de leurs recherches et notamment du style de leurs découvertes, affirment que le complexe métallurgique de Kraku Lu Jordan était relativement à l'écart de l'influence romaine et davantage relié aux activités et aux besoins des populations indigènes.